# 샤카족
샤카족(산스크리트어: शाक्य 샤키야, 팔리어: 𑀲𑀓𑁆𑀬 사키야)은 철기 시대 남아시아 북동부의 고대 히말라야 동부 지역에 존재했던 부족 집단이다. 샤카족은 샤카 공화국으로도 알려진 가나상가로 조직되었다. 샤카족은 지리적으로 그리고 문화적으로 대마가다 문화권의 동부 갠지스 평원의 주변에 자리잡고 있었다. 이 국가의 지역 중 한 곳인 룸비니에서 불교의 교조인 고타마 싯다르타가 태어났다.

## 위치
샤카족은 히말라야 산맥 기슭을 따라 살았는데, 서쪽과 남쪽은 코살라 왕국, 동쪽은 로히니강을 건너 콜리야족, 북동쪽은 쿠시나가라의 말라족과 국경을 접하고 있었다. 북쪽으로는 삼림이 우거져 북쪽 경계를 형성할 때까지 샤카족의 영토가 히말라야산맥까지 뻗어 있었다.
샤카족의 수도는 카필라바스투였다.

## 어원
샤카족의 이름은 주로 팔리어로 사키야와 샄카, 산스크리트어로 샤키야에서 유래한 것으로 알려져 있다.
샤카족의 이름은 산스크리트어 어근 사크(शक्)(사크노티(शक्नोति), 드물게 사키야티(शक्यति) 또는 사키야테(शक्यते)에서 파생되었으며 이는 "가능하다", "가치 있는", "가능한" 또는 "실행 가능한"을 뜻한다.
샤카족의 이름은 또한 티크 또는 사카 나무의 이름에서 유래되었는데, 브라이언 레프먼은 이 나무가 궁극적으로 '가지'를 의미하는 단어 사카(शाखा)와 관련이 있으며, 샤카족이 사카 또는 사카 나무를 숭배하는 관습과 연관되어 있다고 설명한다.

## 역사

### 기원
샤카족은 지리적으로 그리고 문화적으로 대마가다 문화권의 동쪽 갠지스 평원의 주변부에 있는 히말라야의 동부에 거주하던 집단이었다. 샤카족은 인도아리아인과 문다족의 혼혈 출신이었고, 전자의 집단은 소수를 형성했다. 샤카족은 그들의 동쪽 이웃인 콜리야족과 밀접한 관련이 있었고, 그들은 서로 통혼하기도 하였다.

#### 대체 기원 가설
마이클 위첼과 크리스토퍼 벡위드 같은 학자들은 샤카족을 그리스인들은 스키타이, 아케메네스 페르시아인들은 사카, 인도 아리안들은 샤카라고 불렀던 중앙아시아 유목민과 동일시했다. 이 학자들은 부처의 사람들이 다리우스 1세가 인더스 계곡을 정복했을 때 군대를 이끌고 남아시아에 도착한 사카족 병사들이었으며, 스키타이-사카 유목민에서 부처님의 방랑 고행의 기원을 보았다고 주장했다. 학자들은 증거가 부족하다는 이유로 스키타이 가설을 비판하고 있으며, 브라이언 레프만은 샤카족이 북동쪽 강게틱 평야가 원산지이며 이란 사카족과는 관련이 없다고 주장하고 있다.

### 국가
기원전 6세기 경에는 서쪽의 코살라, 동쪽의 리차비족과 비데하의 영토 사이에 샤카족, 콜리야족, 모리야족, 말라족이 거주하면서 밧지 연맹과 코살라 왕국을 분리했다. 그 무렵 샤카 공화국은 더 큰 코살라 왕국의 봉신국이 되었다.
슈도다나는 5세기에 걸쳐, 샤카족의 지배적인 귀족 과두정치의 구성원 중 한 명이었다. 수도다나는 콜리야 귀족의 딸이었던 마야데비와 결혼했고, 역사적인 부처이자 불교의 창시자인 싯다르타 가우타마를 낳았다.
싯다르타의 생애 동안, 두 국가 사이의 경계를 형성하고 두 국가 모두 농작물에 관개하기 위해 물이 필요한 로히니강 물을 둘러싸고 샤키아와 콜리야 사이에 무력 분쟁이 있었다. 싯다르타의 개입으로 마침내 이러한 적대 행위가 종식되었다.
싯다르타의 죽음 이후, 샤카족은 그가 샤카인이라는 이유로 쿠시나라의 말라족으로부터 그의 유물 일부를 요구했다.

### 코살라의 정복
석가모니의 열반 직후, 아버지 파세나디를 축출한 코살라의 왕 비두다바는 한때 코살라의 일부였던 샤카족과 콜리야족을 침공하여 그들의 영토를 정복하려 했다. 비두다바는 양쪽 모두 막대한 인명 피해를 입은 긴 전쟁 끝에 마침내 샤키야와 콜리야를 상대로 승리하고 그들의 국가를 합병했다. 이 전쟁의 세부 사항은 후대의 불교 기록에 의해 과장되었는데, 비두다바의 침공은 비두다바의 어머니가 된 노예 소녀를 아버지에게 시집보낸 것에 대한 보복 때문이라고 주장했다. 실제로는 비두다바의 샤카 침공이 마가다 국왕 아자타샤트루가 밧지 공주의 아들이었고, 따라서 어머니의 고향 땅에 관심이 있었기 때문에 밧지 동맹을 정복한 것과 비슷한 동기를 지녔을 가능성이 있다. 코살라의 침공 결과는 사카족과 콜리야족이 비두다바의 왕국에 합병된 후 정치적 중요성을 잃었을 뿐이다. 그럼에도 불구하고 샤카족은 합병 후 곧 코살라의 인구로 흡수되어 소수의 실향민 가족만이 사카 정체성을 유지했다. 마찬가지로 콜리야족도 합병 후 곧 정체성을 상실했다.
샤카족을 정복하는 동안 코살라가 입은 막대한 인명 손실로 인해 코살라는 곧 동쪽 이웃인 마가다에 합병되었고 비두다바는 아자타샤트루에게 패배하며 살해당했다.

### 유산

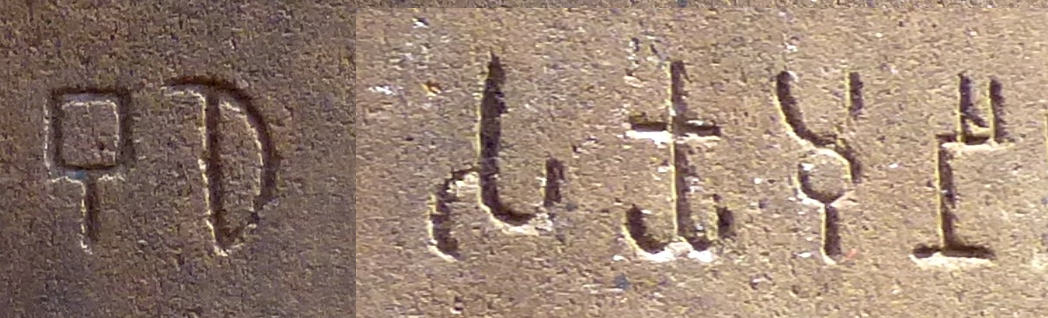
브라흐미 문자에서 "부-데"와 "사-키야-무-니"("샤카족"의 현자)라는 단어는 아소카의 루민데이 단주 칙령(기원전 250년경)에 나와 있다.

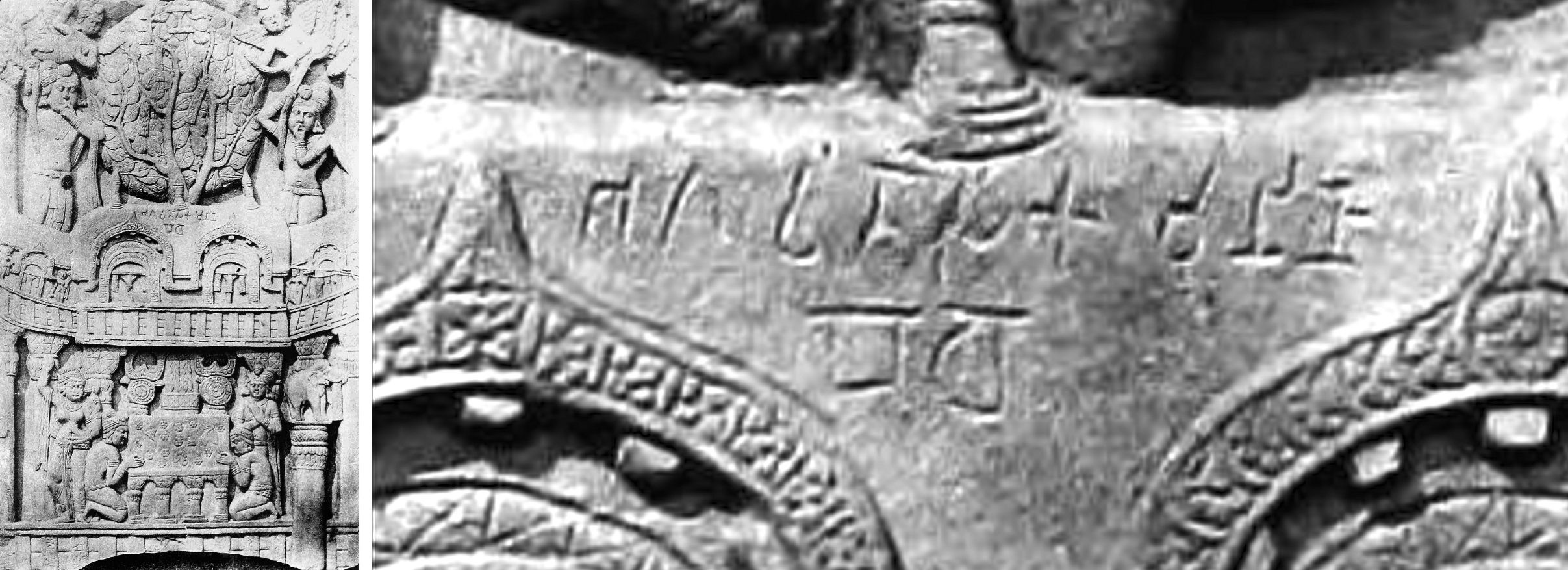
바르후트 비문: 바가바토 석가모니 보도 ("축복받은 석가모니의 계몽"), 기원전 100년경

#### 불교
그의 추종자들은 싯다르타에게 석가모니(샤카족의 현자)라는 별명을 붙여주었다.
불교 우주론에서 제석천의 천국의 절차가 수행하는 역할은 샤카족의 산타가라의 절차를 모델로 한다.

#### 후손 주장자
인도와 네팔에 거주하는 타루인들은 자신들이 샤카족의 후손이라고 주장한다.네팔의 카트만두 계곡의 네와르족 중 상당수는 샤키야 성을 사용하고 있으며, 또한 과거에 (샤키야 혈통의) 샤키야밤사와 같은 칭호가 사용된 적이 있는 샤키야 씨의 후손이라고 주장한다.
1823년에 처음 출판된 흐만난 야자윈에 따르면, 따가웅 왕국을 세운 전설적인 미얀마 왕 아비라자는 부처의 같은 샤카 씨족에 속했다고 한다. 그는 코살라에 의한 샤카 왕국의 합병 이후 현재의 미얀마로 이주했다. 이전의 버마어 기록들은 그가 태양신과 용공주의 아들인 프유사와티의 후손이라고 적었다.
북동인도의 치타공 구릉지와 미얀마의 친·아라칸주에 거주하는 차크마인들은 자신들이 부처의 샤키야 씨족에 속한다고 믿고 있다. 이들은 마가다(오늘날 비하르) 출신 불교도들에 대한 많은 통치자들의 주도로 박해를 받아 버마로 이주하였다. 차크마라는 이름은 "차크"와 "마" 두 단어로 분류할 수 있다. 버마 왕들이 "차크마"라는 이름을 지어준 것인데, 이는 문자 그대로 버마어로 "샤키야인"으로 번역된다. "차크"는 샤키야를 가리키고 "마"는 사람을 가리킨다.

## 민족
샤카족은 현재 학자들이 대마가다 문화권이라고 부르는 지역에 살았는데, 이곳은 갠지스강과 야무나강이 합류하는 지점 동쪽의 동부 갠지스 평원에 위치해 있었다. 대마가다 지역의 다른 동부 집단과 마찬가지로, 사캬족은 혼성 민족이었기 때문에 브라만, 카티야, 베샤, 수다로 구성된 카투르바나 사회 조직에 속하지 않았다. 비인도아리아 원주민 씨족은 대신 노예 또는 하인인 수다의 지위를 부여 받았으며, 인도 아리아 씨족과 그들과 협력한 원주민 씨족은 카티야의 지위를 가졌다. 따라서 샤카족을 포함한 대마가다 사람들은 아리아바르타 사람들과 달리 브라만들의 우월성을 인정하지 않았고, 대신 카티야가 대마가다 문화권에서 가장 높은 지위를 차지했다.
따라서 베다 문학에서는 대마가다의 인구가 아리야바르타의 외부에 존재한다고 간주했는데, 마누 법전에서는 아리아바르타의 이웃인 비데하족, 마가다족, 리차비족, 말라족을 "비아리인"으로 분류하고 카스트 혼혈 출신으로 분류했으며, 바우다야나-다르마샤스트라에서는 이 땅을 방문한 방문객들에게 정화 의식을 수행할 것을 요구했다.
대마가다 지역 민족에 대한 베다 민족의 이러한 부정적인 견해는 《암바타 수타》에 기록된 바와 같이 샤카족에까지 확대되어, 브라흐마들은 샤카족을 "사납고 말이 거칠며 예민하고 폭력적"이라고 묘사하고 "사소한 기원" 때문에 브라만을 존중하거나 경의를 표하지 않는다고 비난했다.

## 언어
샤카족은 문다어족의 언어적 영향을 받은 인도아리아인으로, 많은 마을들이 비인도아리아 이름을 지니고 있으며, 그들의 씨족의 창시자인 이크슈바쿠라는 이름은 문다어족에서 유래하였다.

## 사회
샤카족의 사회는 브라만, 카티야, 베샤, 수다로 구성된 카투르바나 사회 조직에 속하지 않고 귀족 계급인 카티야와 노예 또는 하인 계급인 수다로 구성된 계층화된 사회로, 그 자체로 최소한 귀족과 토지 소유자, 수행자, 노동자, 농노로 구성되었다.
토지 소유자들은 문자 그대로 "(토지 소유권의) 향유자"라는 의미의 보자카(bohjakás)라는 칭호를 가지고 있었으며 이는 "지주"라는 의미로도 사용되었다.
샤카 사회의 하층 계급은 농장에서 노동을 수행하는 캄마카라(lit. '노동자')와 세바카(lit. '농부')라고 불리는 하인들로 구성되었다.
인도아리아인이 아닌 샤카족의 문화적 관습의 또 다른 반영은 바이디카족들 사이에서 금지된 그들의 지배 씨족들 사이의 근친혼 관행이었고, 샤카 씨족의 더 작은 상류층 내에서 권력을 유지하는 관습이었기 때문에 샤카 씨족의 하위 계층 사이에서는 허용되지 않았다.

## 정치
샤카족은 리차비족과 유사한 가나상가로 조직되었다.

### 의회
샤카 공화국의 크샤트리야 씨족장들은 의회를 구성해야 했고, 그들은 라자라는 칭호를 가졌다. 라자의 지위는 세습되었고, 라자가 죽은 후에는 그의 장남에게 물려주었으며, 장남은 살아 있는 동안 우파라자("부왕")라는 칭호를 가졌다.
샤카족의 정치체제는 콜리야족과 같았고, 콜리야족을 포함한 다른 가나상가들과 마찬가지로 의회는 산타가라에서 열렸는데, 그 중심은 카필라바스투에 있었지만, 적어도 다른 샤카 산티가라 역시 카투마에 있었다. 샤카 의회는 입법부와 사법부의 기능을 분리하지 않았고, 전쟁, 평화, 동맹 등 공적 업무에 관한 중요한 문제를 논의하기 위해 회의를 열었다. 샤카 의회는 중요한 문제를 심의했고, 손을 들거나 나무 칩을 사용하는 방식으로 간단한 투표제를 실시했다.
의회의 회기가 열리면 라자들은 산타가라에 모였고, 연설을 명확하고 쉽게 들을 수 있도록 네 개의 아마카가 홀의 네 구석이나 측면에 배치되었으며, 집정관인 마하라자는 지정된 자리에 앉아 의회가 준비되면 논의할 사항을 제시했다.
회의가 진행되는 동안 의원들은 각자의 견해를 밝혔고, 네 명의 아마카가 이를 기록했다. 그 후 의회는 휴회되었고, 그 후 기록자들이 각자의 메모를 비교한 후 모든 아마카가 돌아와 기록자들의 결정을 기다렸다.

### 평의회
다른 가나상가들과 마찬가지로, 샤카 의회는 거의 열리지 않았고, 대신 의회의 이름으로 공화국을 관리하기 위해 더 자주 만나는 내적이고 작은 평의회가 있었다. 아마카라는 칭호를 지닌 평의원들은 공화국의 공공 업무를 직접 담당하는 부서를 형성했다.

### 마하라자 (수반)
샤카 공화국의 수반은 선출직 국가원수로, 고대 로마의 콘술이나 고대 그리스의 아르콘과 비슷한 지위에 있었으며, 마하라자라는 칭호를 지녔다. 마하라자는 평의회의 도움을 받아 공화국을 관리했다.

## 종교
샤카족은 대마가다 문화권에 거주했기 때문에 브라만교 전통과는 크게 다른 비베다적 종교적 관습을 따랐으며, 석가모니 시대에도 브라만교는 샤키야가 속한 대마가다 지역에서 종교적, 문화적 우위를 얻지 못했다.
슈라마나 운동이 존재한 것은 바로 이러한 비베다적 문화 환경 속에서였는데, 그 중 하나인 불교는 역사적 부처인 싯다르타 가우타마에 의해 설립되었다.

### 태양 숭배
샤카의 카티야들은 자신들의 조상으로 여겼던 태양신을 숭배했고, 그래서 이들은 자신들이 아디카(산스크리트어로 아디트야) 고타이자 수리야밤사(태양 왕조)라고 주장했다.

### 기원 신화
샤카족의 카티야들은 태양신의 후손을 통해 자신들이 태양신의 후손이라고 주장했는데, 이 후손의 이름은 이크슈바쿠이며, 서로 결혼한 8쌍둥이 아들과 딸이 샤카족의 수도를 건설하고 부족의 조상이 되었다고 주장했다. 이것은 샤카족의 카티야 가문의 지배 지위에 대한 기원 신화로, 이들은 산타가라에서 대표권을 가졌고, 종종 서로 친척 관계였으며, 인접한 땅을 소유하고 있었기 때문에 친족 관계를 형성하여 토지 소유권과 정치적 권위를 형성하는 데 도움이 되었다.
이 신화는 정치 경제 활동의 중심지였던 도시가 씨족의 지배자들의 거주지로서 그 씨족의 자나파다(영토)와 연관되어 전체 자나파다와 동일시되는 도시의 기반 신화이기도 했다.
샤카 가문의 조상이 결혼한 쌍둥이 형제자매 네 쌍이라는 신화는 지배하는 샤카 가문의 기원을 공통의 조상으로 추적한 신화였고, 인간이 부부로 태어난 초기 인류 유토피아의 신화이기도 했다.

### 나무 숭배
불경에 나타난 부처님의 생애에서 살 나무의 중요한 역할과 보리수로서의 부처님의 모습, 그리고 그 나무 아래에서 깨달음을 얻은 부처님의 모습은 석가모니가 나무 숭배를 실천했으며, 이는 신성한 숲을 숭배하는 문다 종교의 관습에서 유래한 것으로 보이며, 새해와 꽃 축제 축제의 시작을 알리는 살나무의 개화가 그들의 전통에서 중요한 역할을 한다는 것을 암시한다: 산탈족은 살나무를 숭배하고 살 나무 아래 모여 공동의 결정을 내렸다.
초기 불교 문헌에서 팔리어로 약카와 약키(산스크리트어로 야크샤와 야크시)라고 불리는 나무 정령의 중요성은 약카 세티야에서 이러한 존재에 대한 숭배가 이루어졌다는 것을 증명한다. 인도아리아 이전의 자생적 기원인 약카와 야키에 대한 숭배는 대마가다 지역에서 널리 퍼져 있었다.

### 뱀 숭배
불교 신화에서 무찰린다 나무 밑에서 폭풍이 불 때 석가모니를 보호했던 나가라자 무찰린다는 뱀신이면서 동시에 나무신이었으며, 이는 인도아리아 이전에 남아시아 북부 지역에 살았던 사람들 사이에서 유래된 것으로, 샤카족이 뱀 숭배를 행했음을 암시한다.

### 장례 풍습
불교 문헌에서 묘사하는 대로 석가모니의 장례를 위해 행해진 샤카족의 화장 의식은 그의 몸을 500겹의 천으로 감싸고, 그것을 존경의 표시로 기름이 가득 찬 철통에 넣은 다음, 화장하기 전에 또 다른 철 냄비로 덮는 것을 포함했다. 이 의식들은 노래, 춤, 음악으로 부처의 몸을 기리고, 그의 뼈를 금으로 된 유골함에 넣는 것, 이 유골들을 숭배하고, 중앙 스투파, 깃발, 펜티, 파라솔을 가진 공공의 교차로에 묻히는 것과 같은 의식들과 같이, 인도아리아인의 이주 이전 갠지스 평원에 살았던 사람들이 더 많은 통치자들을 위해 행했던 의식들이었다.